# Conselho Nacional de Pesquisa (Estados Unidos)
Conselho Nacional de Pesquisa (National Research Council — NRC) é uma organização cientifica que trabalha como uma divisão das Academias Nacionais dos Estados Unidos, que produz relatórios e promove a busca da ciência, engenharia e medicina. As Academias Nacionais incluem a Academia Nacional de Ciências (NAS), a Academia Nacional de Engenharia (NAE), e a Academia Nacional de Medicina (IOM). Ao contrário das outras três organizações das Academias Nacionais, o Conselho Nacional de Pesquisa não é uma organização da sociedade.
Foi organizada em 19 de junho de 1916 pelas Academias Nacionais de Ciências através de uma carta enviada ao Congresso, a pedido do então presidente Woodrow Wilson. Wilson então formalizou a existência da NRC na ordem executiva 2859 em 1918. Durante o período em que os Estados Unidos estavam em guerra, o Conselho Nacional de Pesquisa operou como o Departamento de Ciência e Investigação do Conselho de Defesa Nacional; também, como a divisão de Ciência e Investigação da Signal Corps. Quando a Primeira Guerra Mundial foi declarada, o Conselho organizou comissões de guerra antissubmarina e guerra química.
Ralph Cicerone é o presidente da Academia Nacional de Ciências e a presidente da NRC. Charles M. Vest foi o Presidente da Academia Nacional de Engenharia e Vice-Presidente da NRC.